# Paul Weber (pintor)

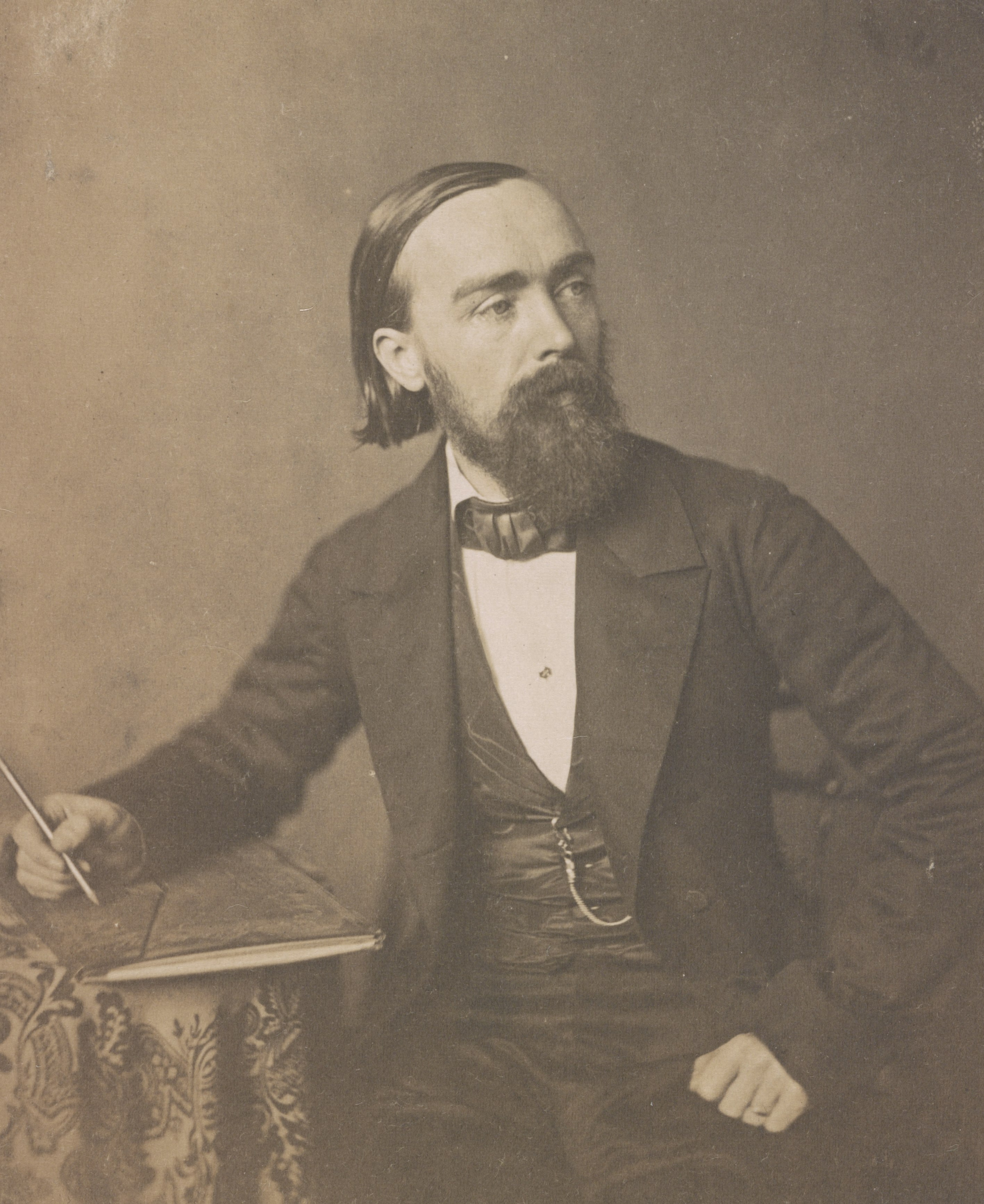
Paul Weber, foto de 1850

Gottlieb Daniel Paul Weber (* 19 de enero de 1823 en Darmstadt; † 12 de octubre de 1916 en Múnich) fue un pintor paisajista alemán y uno de los primeros representantes del naturalismo.

## Vida y obra
Weber nació como hijo del gran músico de la corte ducal Johann Daniel Weber (1784-1848) y Sophie Friederike Adolphine Mangold (1788-1848) en la torre de la iglesia de la ciudad de Darmstadt. Como músico, su padre se había visto obligado a mantener un apartamento allí, según la tradición. De niño pasaba su tiempo libre dibujando en el parque, donde le gustaba dibujar los viejos robles. A la edad de trece años, sus padres le permitieron tomar clases particulares de arte con August Lucas (1803-1863). Entonces ganaba su dinero de bolsillo con retratos en color que hacía para los soldados.
De 1842 a 1844 estudió en la Städelschule de Fráncfort del Meno con Jakob Becker. Después junto con Anton Burger, se trasladó a estudiar a Múnich, donde compartieron piso. Ambos estudiaron en la Academia de Múnich hasta 1848. Como dibujante, acompañó al príncipe regente Leopoldo de Baviera de 1846 a 1847 en un viaje por el Mediterráneo oriental, que lo llevó a Constantinopla, Asia Menor, Grecia y Sicilia. Completó su formación artística con Josephus Laurentius Dyckmans y Gustave Wappers en Amberes.

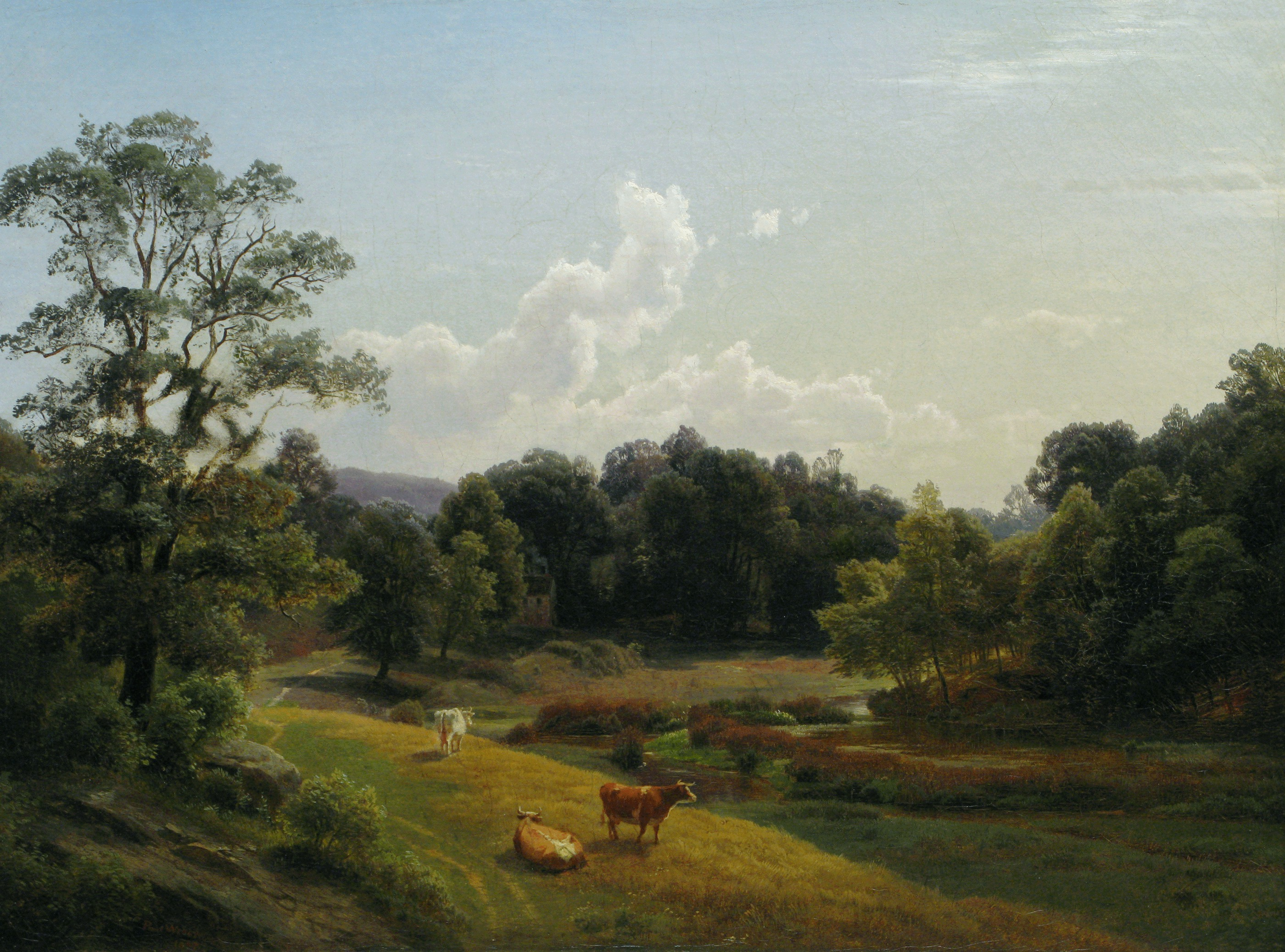
Paisaje pastoral de verano, 1857

En 1849 fue a Hamilton (Cincinnati, Estados Unidos). Cuando su colega pintor Karl Christian Köhler también se trasladó a los Estados Unidos, ambos emprendieron juntos viajes de pintura por todo el país. En 1850 nació su hijo Carl. Weber se instaló en Filadelfia en 1854, donde rápidamente se convirtió en un pintor de renombre. Era considerado un hombre rico y "famoso". Sus obras fueron compradas por ciudadanos adinerados y museos. También fue profesor en la Academia de Bellas Artes de Pensilvania. Sus alumnos incluyeron a William Stanley Haseltine, Edward Moran, Edward Lamson Henry y William Trost Richards.
La nostalgia y la perspectiva de una posición cortesana motivaron a Weber a regresar a Europa y renunciar a su posición económicamente voyante en Estados Unidos. En agosto de 1855, acompañado por Haseltine, Weber viajó a Düsseldorf vía París antes de regresar a Filadelfia.
Más tarde regresó a Darmstadt vía Escocia en 1861 y Francia. En la corte trabajó principalmente como profesor privado de la princesa Alicia, en privado también enseñó a su yerno Phillip Röth, que se había casado con su hija Pauline. Röth y su amigo Eugen Bracht seguían a Paul Weber en viajes de pintura durante las vacaciones semestrales.
A partir de 1864 Weber viajó varias veces a París con Adolf Schreyer. Se hizo amigo de Theude Greenland, quien le presentó a Jean-François Millet y Charles Emile Jacque de la escuela de Barbizon. Interior de bosque en Fontatinebleau se creó en el viaje de 1875. Bodmer, Teichlein y Brendel también pertenecían al círculo común de París. Las pinturas Biedermeier de Ludwig Richter también influyeron en Weber. Permaneció leal a los EE. UU. a través de exposiciones y sus obras fueron expuestas en la Academia Nacional de Diseño y el Ateneo de Boston.
A mediados del siglo XIX, Múnich era la metrópoli del arte alemán. Paul Weber se instaló allí en 1872 junto con su hijo Carl, que estudiaba en la academia. En Múnich mantuvo intercambios con amigos de Hesse, como Karl Raupp y Ludwig von Löfftz. A partir de entonces se dedicó a las escenas de género urbano y al paisaje rural de los alrededores de Múnich. A menudo animaba sus pinturas de paisajes con pequeños animales o personas humanas. Weber fue enterrado en el Cementerio Oeste de Múnich. Paul Weber no está emparentado con el pintor de Fráncfort, algo mayor, August Weber.

## Exposiciones (selección)
- 1901: VII Exposición de arte internacional en Glaspalast, Múnich
- 1902: Gran Exposición de Arte de Berlín
- 1908, 1912 y 1916: Exposición anual de Múnich en el Palacio de Cristal
- 1913 y 1918: Asociación de Arte Paul Weber Darmstadt
- 1917: Paul Weber Memorial Show en la Galería Heinemann, Múnich
- 1976: Filadelfia, tres siglos de arte estadounidense. Museo de Arte de Filadelfia
- 2001: Paisaje artístico Rhein-Main: pintura en el siglo XIX. 1867-1918, Museo Girsch, Frankfurt
- 2006: Mathilda está llamando: la memoria como futuro, Institut Mathildenhöhe, Darmstadt

## Obras

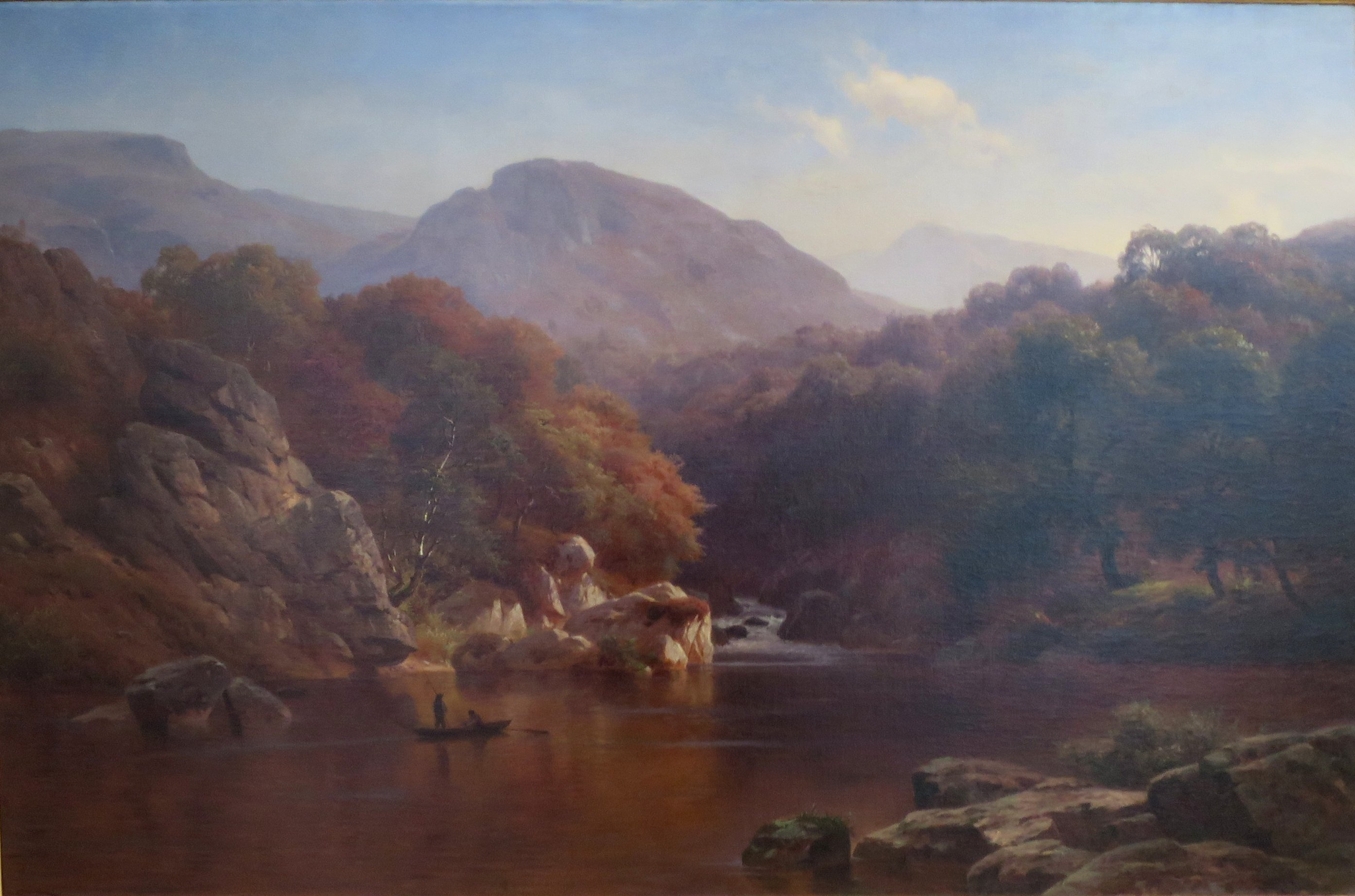
Paisaje de Pensilvania, 1862

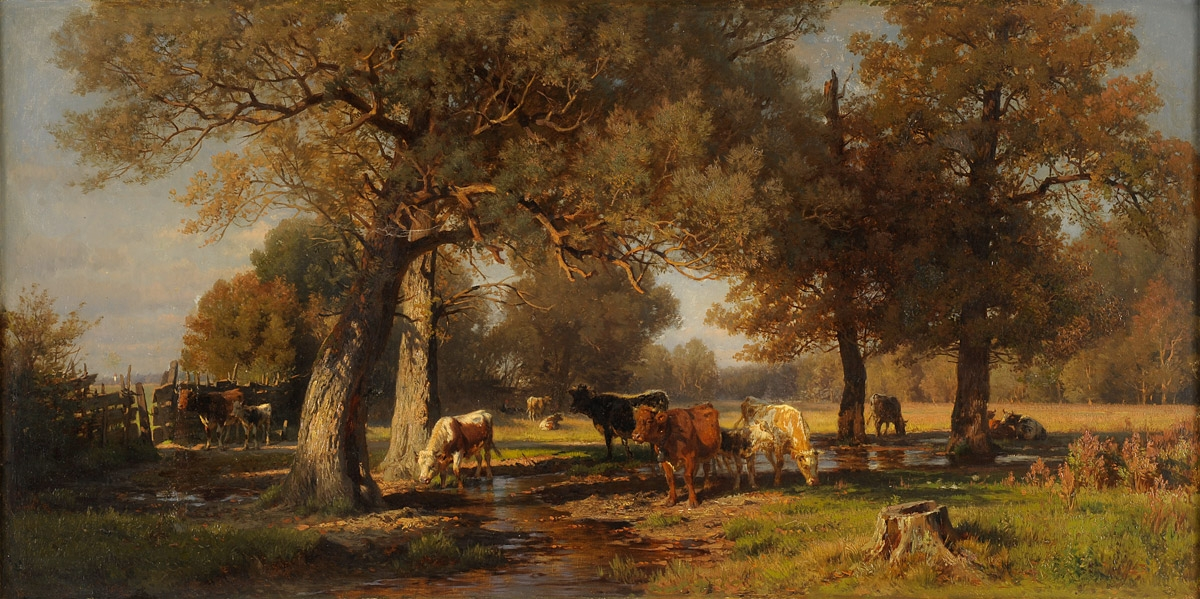
Vacas en el pasto, una obra tardía de la fase creativa conservadora de Múnich

Paul Weber cultivó un naturalismo intimista y fue uno de los primeros representantes del paisaje íntimo en Alemania. Werner Ebnet también describe el trabajo de Paul Weber como "un naturalismo que se acerca al impresionismo".
La enseñanza de Paul Weber en Filadelfia influyó en los representantes de la Escuela del Río Hudson, a veces él mismo es asignado a esta escuela El descubrimiento y la exploración de un paisaje ideal-típico y personas en armonía con la naturaleza son los temas de su fase americana, que continúa también en Alemania, en particular a través de bocetos que Paul Weber realizó al aire libre.
La obra tardía, por el contrario, se aleja de la fase pionera, y los rasgos impresionistas son ahora menos comunes. Durante su fase de Múnich, Paul Weber se limitó a la pintura tardorromántica.
- Paisaje con vista al río Hudson, 1855, colección privada (mostrado en el Museo Giersch)
- Madonna del Ponte, antigua colección de Abraham Adelsberger (perdida)
- Olevano Romano, óleo sobre lienzo
- Capilla Graf cerca de Berchtesgaden, antigua colección de Abraham Adelsberger (perdida)
- River Landscape, anteriormente Otto Rothschild Collection (perdido)
- A orillas del lago, óleo sobre lienzo, 34 × 52, finca de Paul Weber, más tarde Antonie Weber

### Obras en colecciones públicas
- Escena en Catskills, 1858, Galería de arte Corcoran
- Paisaje boscoso con lago y montañas, Museo Metropolitano de Arte de Nueva York
- Escena del bosque, el Museo de Arte Walters de Baltimore
- Crater Lake en las Highlands escocesas, 1861 Neue Pinakothek Munich
- Costa escarpada (paisaje mediterráneo), 1863 Neue Pinakothek Munich
- Niños de Upper Hesse, 1868, Museo Estatal de Hesse
- Paisaje de turba, óleo sobre lienzo 67 × 40, 1885 Neue Pinakothek Munich (perdido)
- Día soleado de otoño en el Odenwald, Stadtarchiv Darmstadt
- Bosque de Darmstadt, óleo sobre lienzo 42 × 73, Ciudad de Darmstadt
- Dama de honor N. Crecelius, 1851, óleo sobre lienzo 53,5 × 42.5, Ciudad de Darmstadt
- Fontainebleau, óleo sobre lienzo 46 × 57, ej. Colección Otto Spitzweg, más tarde Museo Georg Schäfer (número de inventario MGS 3175)
- Yunta de bueyes, 1874, Museo Estatal de Hesse

Otras obras están en el Museo Georg Schäfer (número de inventario MGS3590), Museo de Arte Frye Seattle, Academia de Bellas Artes de Pensilvania, Museo de Arte Woodmere, Museo de Arte Timken en San Diego, Instituto Butler de Arte Americano, Museo de Historia Cultural Magdeburg, en el Behnhaus Lübeck, el Landesmuseum Mainz, y en el Museo de la Ciudad de Wuppertal.